# St. Martin (Martinszell)

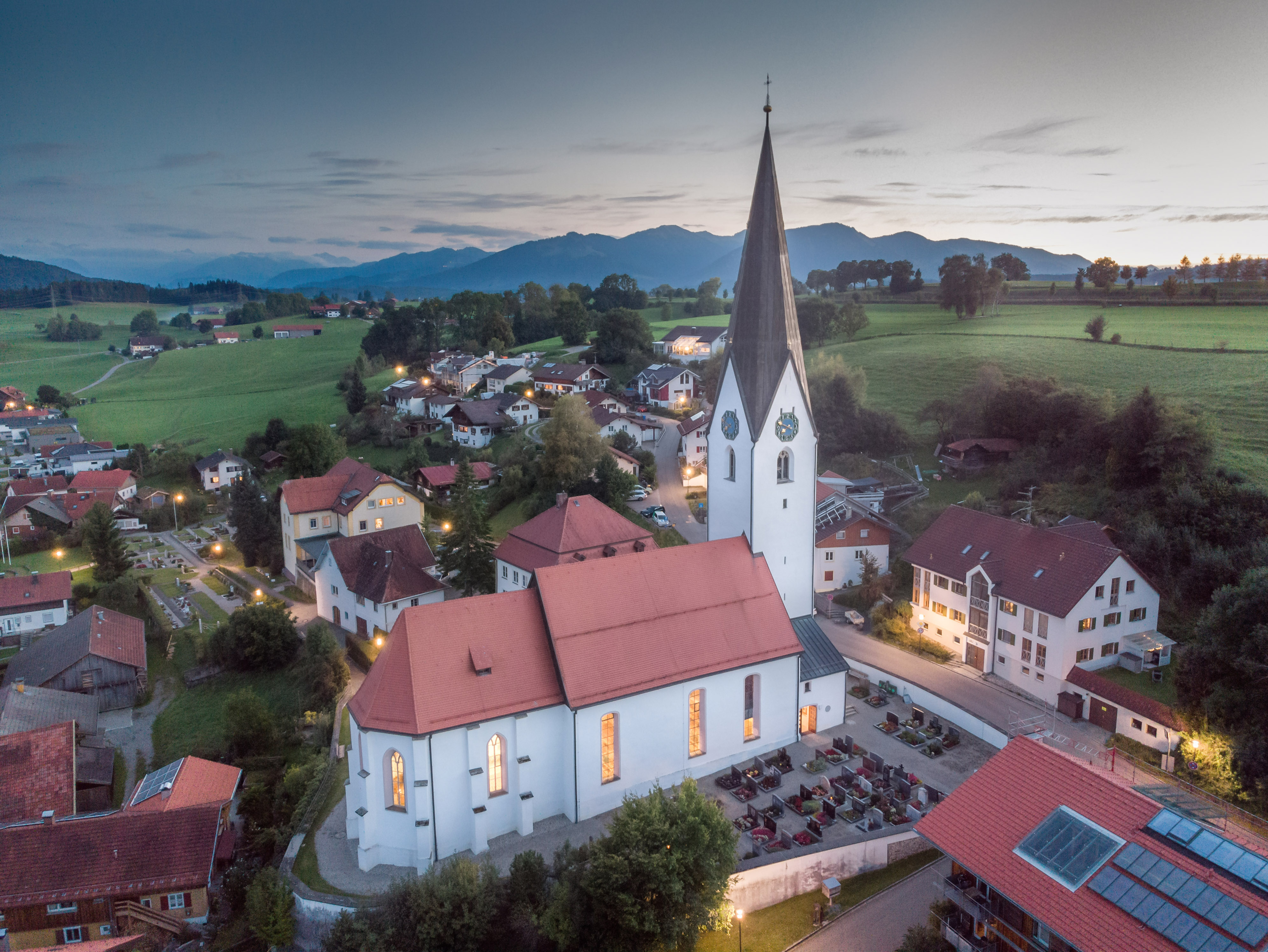
St. Martin in Martinszell im Allgäu

St. Martin ist die römisch-katholische Pfarrkirche in Martinszell im Allgäu, einem Gemeindeteil von Waltenhofen im schwäbischen Landkreis Oberallgäu in Bayern. Das denkmalgeschützte Bauwerk ist in der Liste der Baudenkmäler in Waltenhofen  unter der Nr. D-7-80-143-26 eingetragen. Der Patron der Pfarrkirche ist der hl. Martin von Tours.

## Beschreibung
Eine um 1444/45 gebaute Margarethenkapelle wurde im späten 15. Jahrhundert durch eine Kirche ergänzt. Unter dem Kemptener Fürstabt Honorius Roth von Schreckenstein, dessen Wappen sich in einer Kartusche über dem Chorbogen befindet, wurde sie 1770/80 umgestaltet. Die gotische Saalkirche besteht aus einem Langhaus, einem eingezogenen, dreiseitig geschlossenen, von Strebepfeilern gestützten Chor im Osten und einem Fassadenturm im Westen, dessen spitzer Helm 1983 erneuert wurde. An der Südwand des Langhauses wurde eine Kapelle angebaut. Der Innenraum des Langhauses ist mit einer Flachdecke überspannt, der des Chors mit einem Stichkappengewölbe. 

## Ausstattung

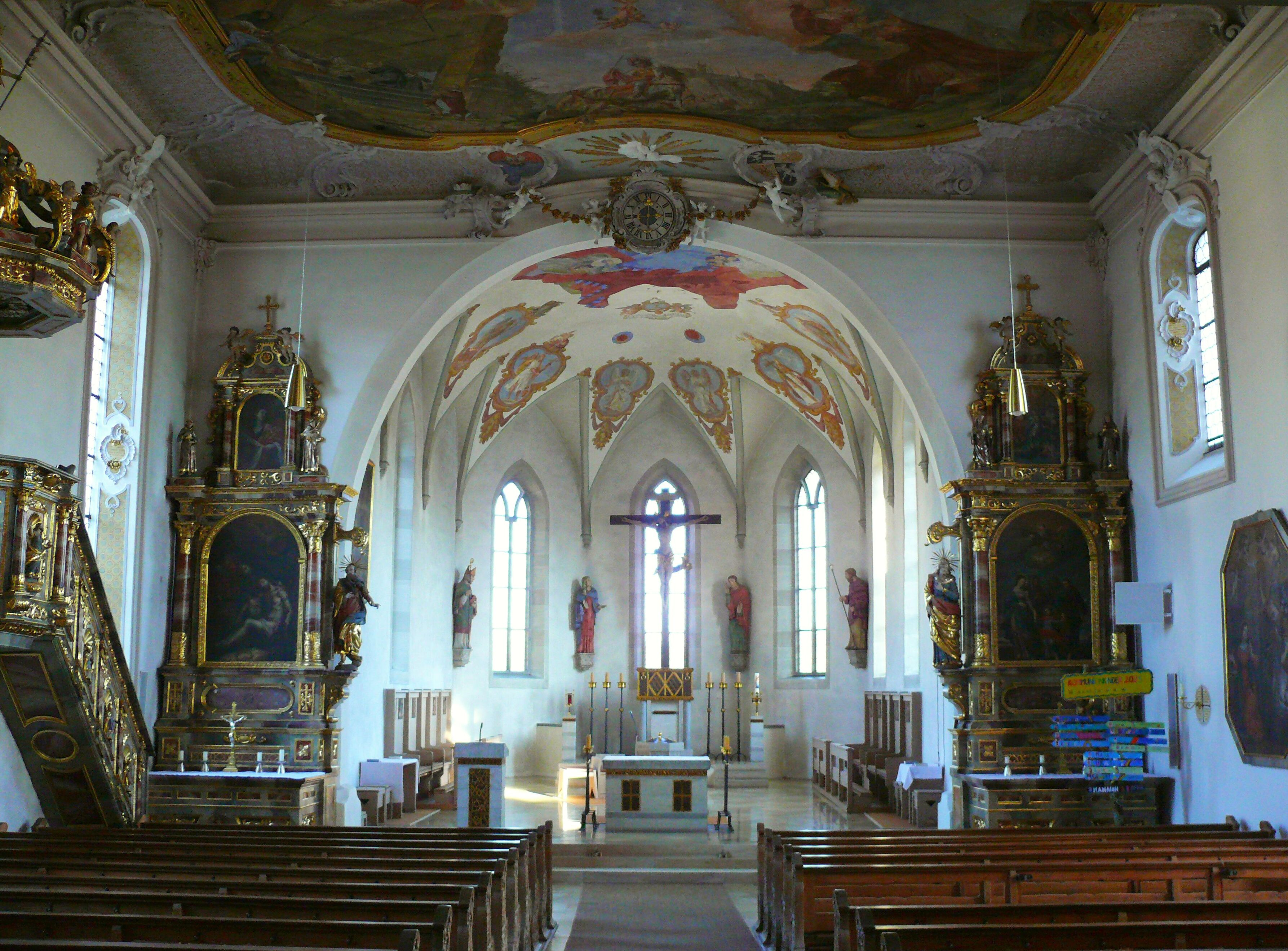
Blick zum Chor, 2025
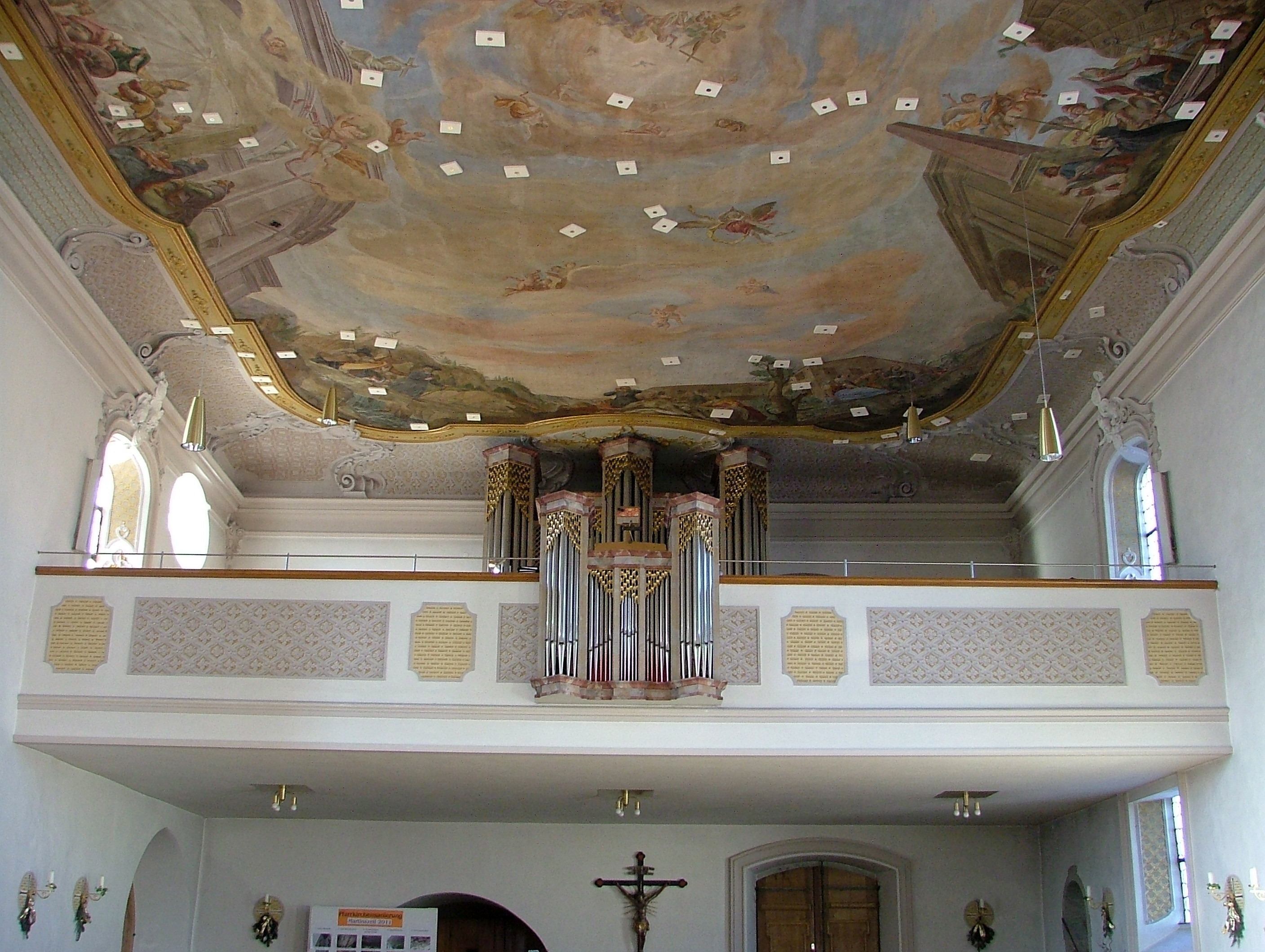
Orgel, Orgelempore und Deckenfresken, 2016
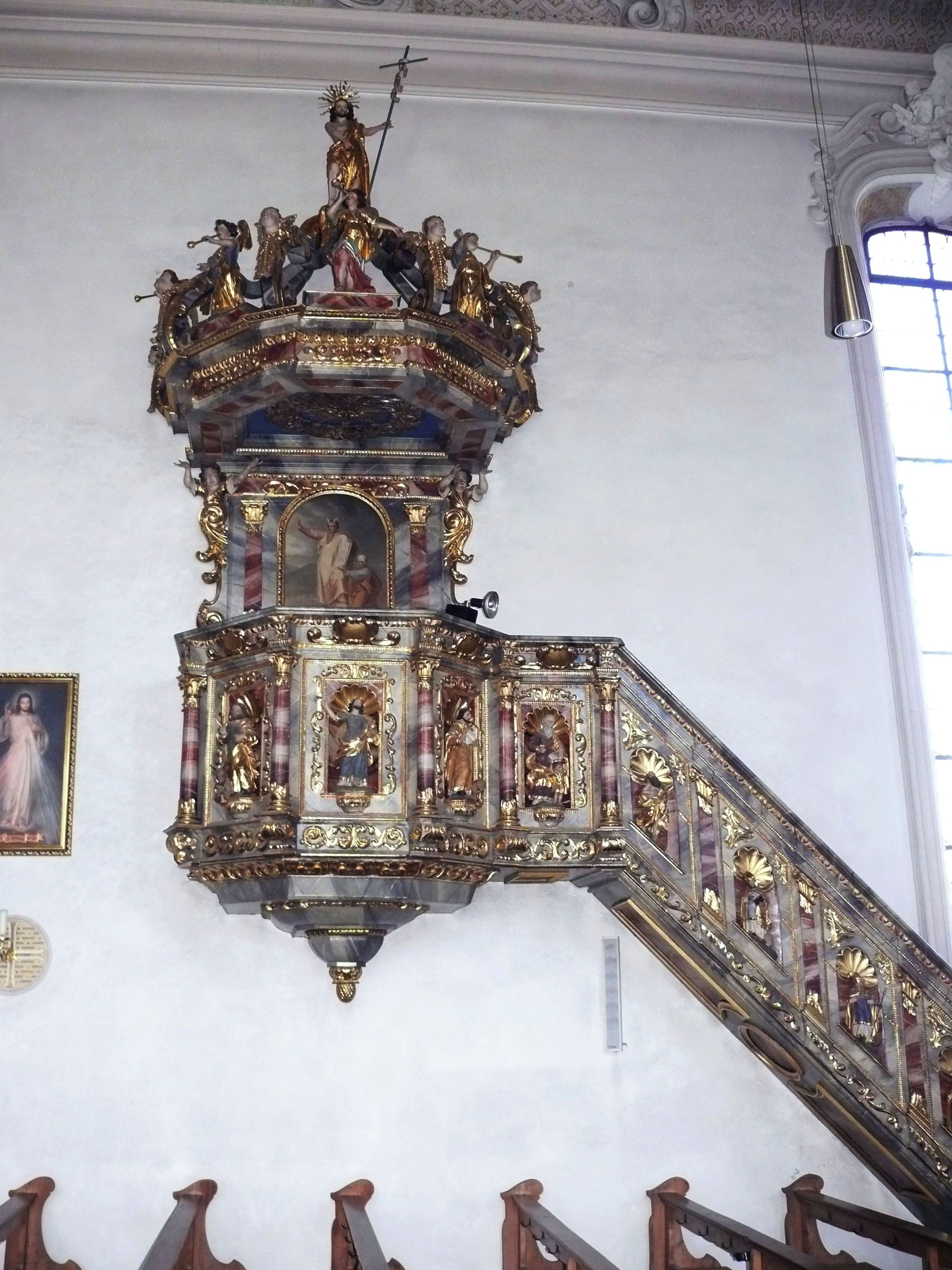
Kanzel, 2025
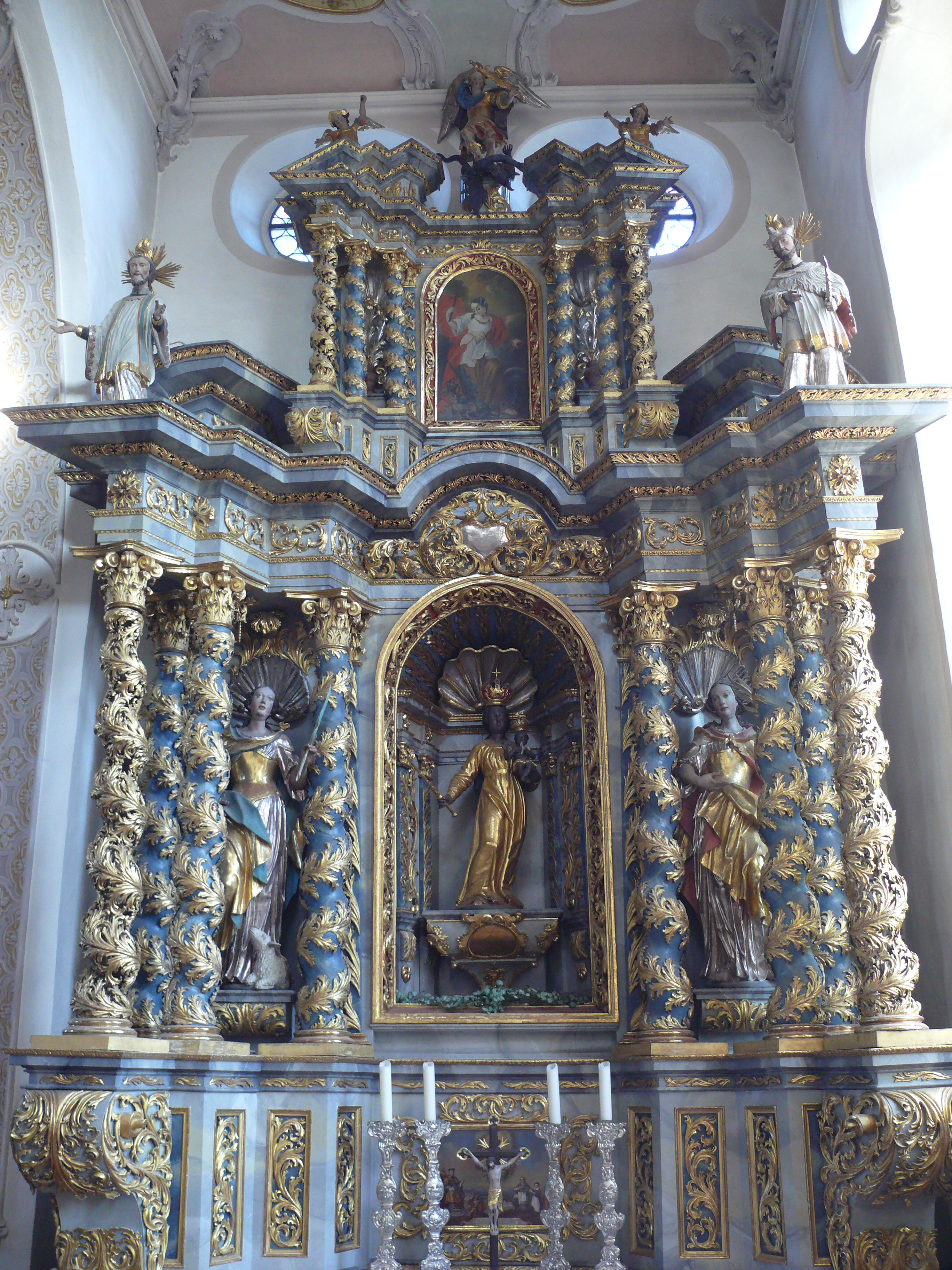
Altar in der Margarethenkapelle, 2025
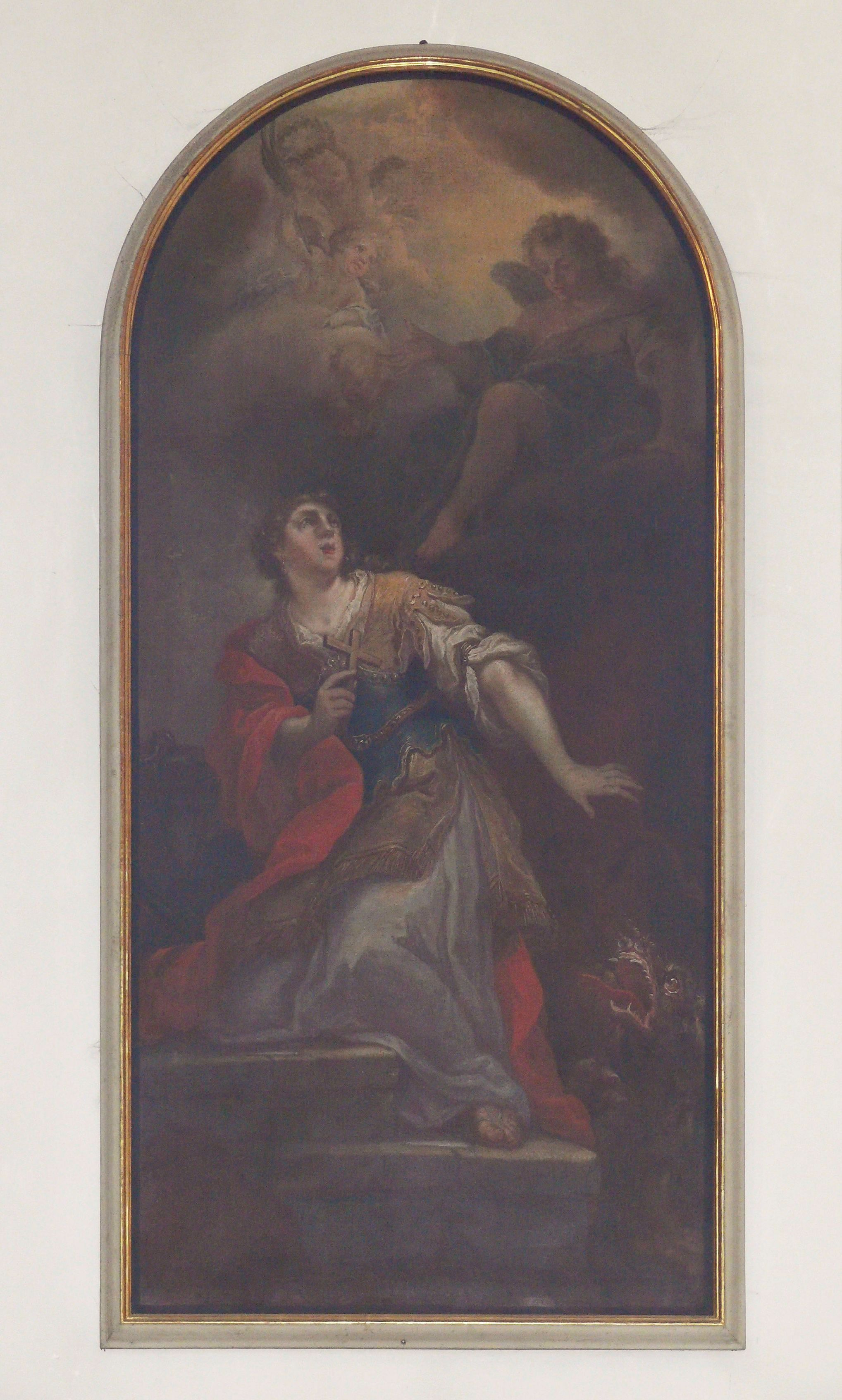
Altarblatt in der Margarethenkapelle, 2025

Die Fresken hat um 1770/80 Johann Michael Koneberg gestaltet. In den Fresken zeigt Koneberg unmittelbar über dem Tod des hl. Martin den Eintritt seiner Seele in den Zustand der Verklärung und bedient sich damit eines zweigliedrigen Bildschemas, das in der süddeutschen Malerei des 18. Jahrhunderts nicht allzu häufig Anwendung findet. Auffällig sind mehrere figurale Anleihen bei den Werken Giovanni Battista Tiepolos. Zur gleichen Zeit entstand auch der Stuck in der Art von Johann Georg Wirth aus Kempten. 
Über den Verbleib des Altars, der vermutlich ein Martinsaltar war, ist nichts bekannt. An seiner Stelle bilden ein großes Kruzifix (um 1530/40) und vier moderne Heiligenfiguren (1. ein heiliger Bischof, wahrscheinlich Martin von Padua – 2./3. Maria und Johannes unter dem Kruzifix – 4. Joseph) den Blickpunkt des Innenraums. 
Die Orgel wurde 1892 von den Gebrüdern Hindelang gebaut. Der Taufstein mit Blendmaßwerk ist mit der Jahreszahl 1562 bezeichnet. Die Kanzel entstand um 1690. Seitenaltäre stammen aus der Zeit um 1690. An der linken Wand hängen zwei Gemälde von Johann Martin Zick, eine Pietà und eine hl. Veronika, beide geschaffen um 1730/40. An der rechten Wand hängen zwei Gemälde von Franz Hermann, eine hl. Familie und eine Krönung Mariä, beide gemalt 1687. Fastenbilder aus der Zeit um 1770/80 stellen Geißelung und Dornenkrönung Christi dar. Sie werden Johann Michael Koneberg zugeschrieben.
Der prächtig ausgestattete Altar der Margarethenkapelle weist einen reichen Aufbau aus gedrehten, mit Akanthusranken umwundenen und teilweise durchbrochen geschnitzten Säulen auf. Er ist für seinen Aufstellungsort sehr groß geraten, kann aber schwerlich als Hochaltar einer Martinskirche gedient haben. Das Altarblatt (hl. Margaretha von Antiochia) hängt getrennt vom Altar an der Südwand der Kapelle; der Altar wurde in neuerer Zeit mit einer Schwarzen Madonna zum Marienaltar umfunktioniert. Altar und Altarblatt sind gleichzeitig um 1736 von Matthäus Gast geschaffen worden. Die seitlichen Assistenzfiguren (hl. Agnes und hl. Dorothea) passen gut zu einem Margarethen-, jedoch nicht zu einem Martinsaltar. In der Kapelle befinden sich mehrere Grabplatten der Herren von Langenegg aus dem 16. Jahrhundert.